# Lehre (Niedersachsen)
Lehre [leːrə] ist eine Gemeinde im Osten von Niedersachsen im Landkreis Helmstedt. Die Großstädte Braunschweig und Wolfsburg grenzen an das Gemeindegebiet. Die eigene Kreisstadt Helmstedt liegt etwa 30 Kilometer südöstlich der Gemeinde. Der Ortsteil Lehre liegt zentral in der Gemeinde und ist deren Sitz.

## Geografie

### Geografische Lage
Höchste Punkte sind jeweils mit 113 m über NHN eine namenlose Erhebung nordwestlich sowie der Bockshornberg südwestlich von Groß Brunsrode.

### Nachbargemeinden
Lehre grenzt an folgende Städte bzw. Gemeinden (im Uhrzeigersinn im Norden beginnend):
Calberlah, Wolfsburg, Königslutter am Elm, Cremlingen, Braunschweig und Meine.

### Gemeindegliederung
Die Gemeinde Lehre ist eine Einheitsgemeinde und besteht aus folgenden Ortsteilen:

### Ortsteil Lehre
Zum September 2020 lebten nach Zählung der Gemeinde 4.262 Einwohner im Ortsteil Lehre. Er liegt etwa auf halber Strecke zwischen Braunschweig und Wolfsburg. Durch den Ort fließt von Ost nach West die Schunter. Im Osten des Ortes lag im Forst Kampstüh die Heeresmunitionsanstalt Lehre, heute teilweise ein Wohn- und Gewerbegebiet. Im Ort befinden sich die Oberschule Lehre und die Grundschule Lehre.

## Geschichte

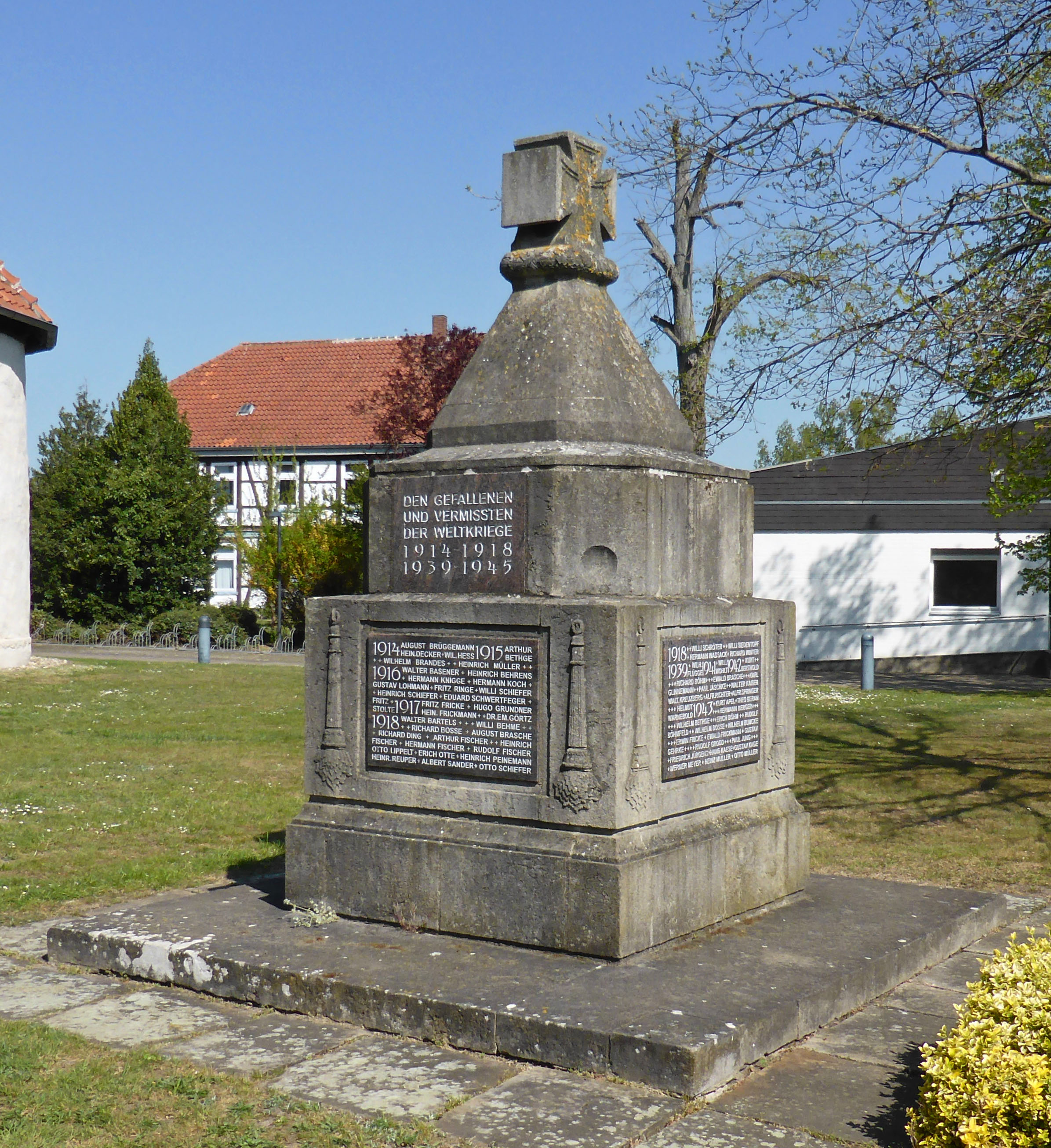
Kriegerdenkmal

Am 11. April 1945 wurde Lehre durch Truppen der 5. US-Panzerdivision (5th Armored Division) eingenommen, die aus Richtung Brunsrode kamen.
Am 1. März 1974 wurde der Landkreis Braunschweig, zu dem Lehre gehörte, aufgelöst, und Lehre wurde dem Landkreis Helmstedt zugeordnet. Essenrode hatte zum Landkreis Gifhorn gehört, bis es am 1. Juli 1972 nach Lehre eingemeindet wurde.

### Eingemeindungen
Am 1. Juli 1972 wurden aufgrund der Gebietsreform in Niedersachsen die Gemeinden Beienrode, Essehof, Essenrode, Flechtorf, Groß Brunsrode, Klein Brunsrode und Wendhausen eingegliedert.

### Postwesen
Zur Entwicklung des Postwesens in Lehre siehe: Postroute Braunschweig–Calvörde

## Politik

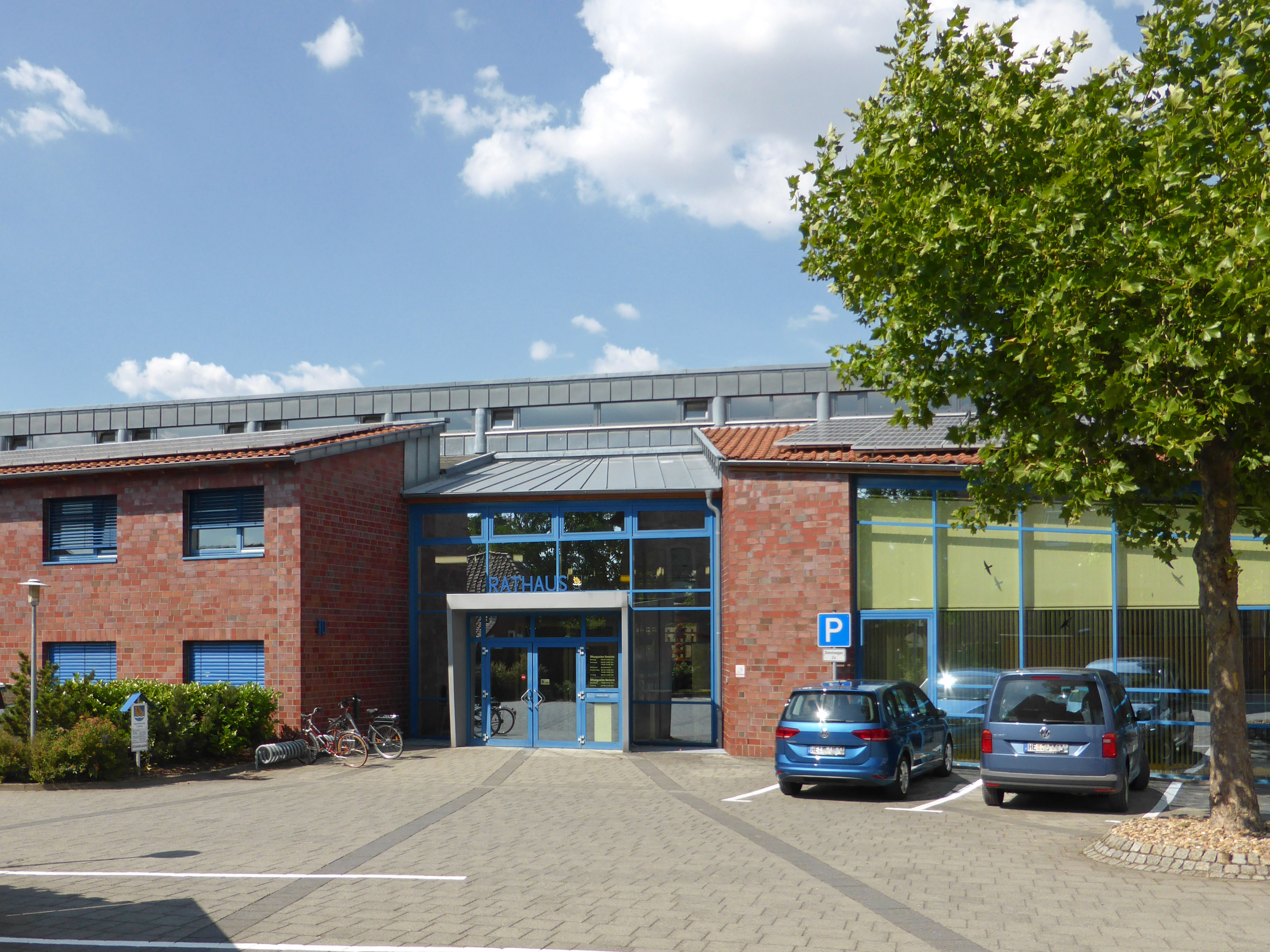
Rathaus in Lehre

### Rat
Der Rat der Gemeinde Lehre besteht aus 30 Ratsfrauen und Ratsherren. Dies ist die festgelegte Anzahl für eine Gemeinde mit einer Einwohnerzahl zwischen 11.001 und 12.000 Einwohnern. Die Ratsmitglieder werden durch eine Kommunalwahl für jeweils fünf Jahre gewählt. Die Wahl für die derzeitige Amtsperiode fand am 11. September 2016 statt.
Stimmberechtigt im Rat ist außerdem der hauptamtliche Bürgermeister Andreas Busch (parteilos).
Die letzte Kommunalwahl im Jahr 2021 ergab das folgende Ergebnis:
| Partei / Liste | SPD | CDU | UWG | Grüne | FDP | Einzelbewerber | Gesamt   |
| Sitze 2021     | 12  | 9   | 3   | 4     | 2   | -              | 30 Sitze |
| Sitze 2016     | 10  | 10  | 3   | 3     | 1   | 1              | 28 Sitze |
| Sitze 2011     | 12  | 9   | 3   | 3     | 1   | –              | 28 Sitze |

| Rat 2021–2026Insgesamt 31 Sitze - SPD: 12 - Grüne: 4 - UWG: 3 - FDP: 2 - CDU: 9 - Bürgermeister: 1 CDU und FDP bilden eine Gruppe |

### Bürgermeister
Der parteilose und einzige Bewerber Andreas Busch wurde am 11. September 2016 mit 85,7 Prozent der Stimmen zum neuen Bürgermeister gewählt und trat sein Amt am 1. November 2016 an. Am 12. September 2021 wurde Andreas Busch mit 91,23 Prozent der Stimmen für weitere fünf Jahre wiedergewählt.
Zuvor hatte der parteilose Klaus Westphal ab 2006 als Bürgermeister der Gemeinde Lehre amtiert. 2014 war er für weitere sieben Jahre wiedergewählt worden, hatte aber Ende 2015 seinen vorzeitigen Rücktritt erklärt, den er am 31. Oktober 2016 vollzog.

### Ortsrat
Der Ortsteil Lehre (Kernort) wird durch den Ortsrat vertreten. Dieser setzt sich nach der Kommunalwahl im September 2021 wie folgt zusammen:
| Ortsrat Lehre 2021–2026Insgesamt 9 Sitze - SPD: 2 - Grüne: 1 - UWG: 1 - FDP: 1 - CDU: 4 |

### Ortsbürgermeister
Heinrich Köther (CDU) ist Ortsbürgermeister von Lehre. Stellvertreterin ist Diana Siedentopf (CDU).

### Wappen

#### Wappen und Flagge der Gemeinde Lehre
Das Wappen der Gemeinde zeigt im blauen Wappenschild einen schrägrechts gestellten goldenen Eschenzweig mit acht Blättern, im Schildfuß belegt mit einem silbernen Wellenbalken. Die acht Blätter des Eschenzweiges repräsentieren die acht einstmals selbständigen Gemeinden, das silberne Wellenband steht für die Schunter. Blau und Gold (Gelb) als grundlegende Wappenfarben sollen die Zugehörigkeit zum Braunschweiger Land zum Ausdruck bringen, und gleichzeitig nehmen sie Bezug zum ehemaligen Landkreis Braunschweig, dem sieben der acht Dörfer bis zu seiner Auflösung angehörten. Die Einheitsgemeinde führt das Wappen seit 1980.
Die Flagge der Gemeinde enthält auf gelbem (goldenem) Grund das Gemeindewappen in seinen Farben Blau/Gelb (Gold) und links und rechts des Wappens je einen Längsstreifen in Blau.

#### Wappen des Ortsteils Lehre
Neben dem Wappen der Gemeinde Lehre mit ihren acht Ortschaften besitzt die Ortschaft Lehre auch noch ein eigenes Wappen. Es zeigt im geteilten Schild oben auf goldenem Grund eine grüne Eichel mit zwei Blättern, unten in blau einen goldenen Karpfen. Der Karpfen steht für die Fischzucht, die lange ein wichtiger Erwerbszweig war. Die beblätterte Eichel verweist auf die Baumbestände des Lehrer Wohld. Die Grundfarben Gold und Blau sollen die Zugehörigkeit zum Braunschweiger Land zum Ausdruck bringen. Dieses Wappen erhielt das Dorf Lehre schon 1962, also vor der Gemeindefusion.

## Kultur und Sehenswürdigkeiten
- Schloss Wendhausen
- Windmühle Wendhausen
- Schloss Essenrode
- Burg Campen in Flechtorf
- Tierpark Essehof
- Dorfmuseum Lehre. Im Mai 1995 wurde das Dorfmuseum im alten Ortskern von Lehre in einem historischen Fachwerkhaus eröffnet. Es zeigt die über 1000-jährige Lehrsche Dorfgeschichte und wird heute vom Kulturverein Lehre e.V. unterstützt.[10]

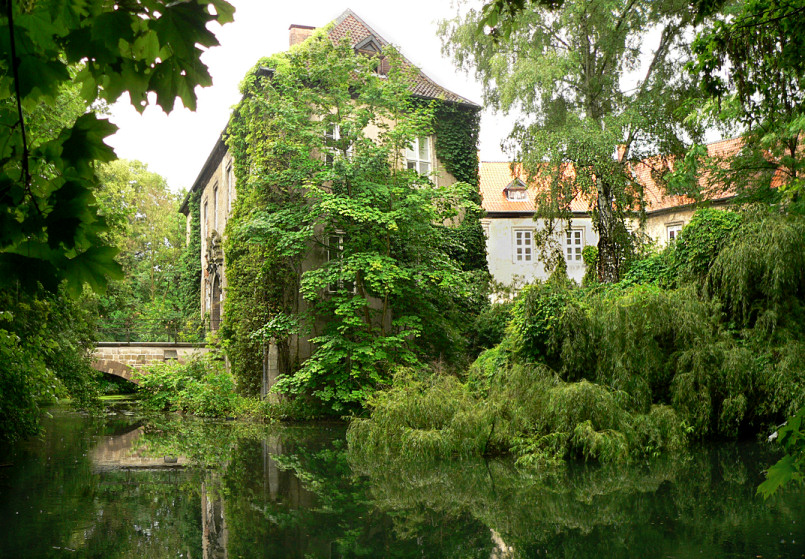
Wasserschloss Wendhausen
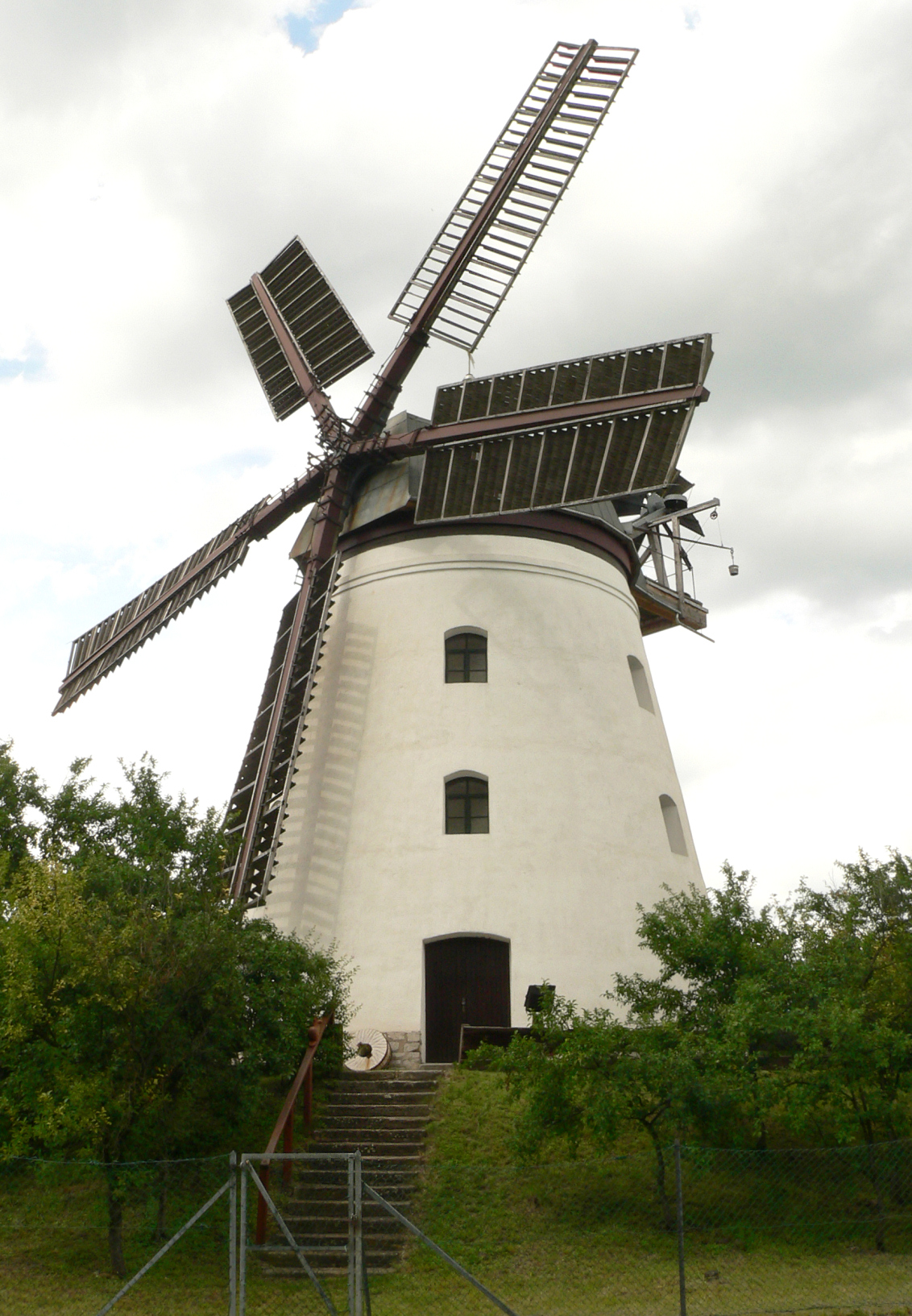
Fünfflügel-Holländermühle Wendhausen
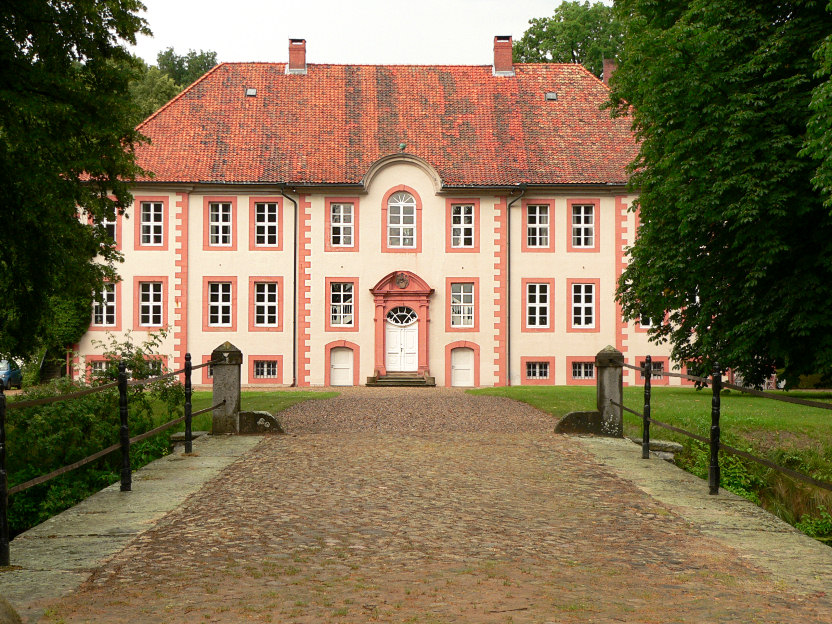
Schloss Essenrode
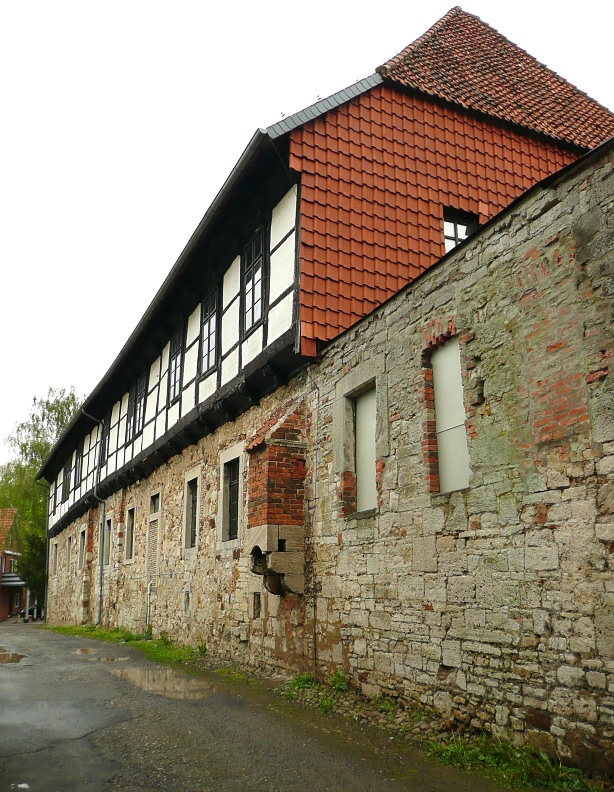
Burg Campen in Flechtorf
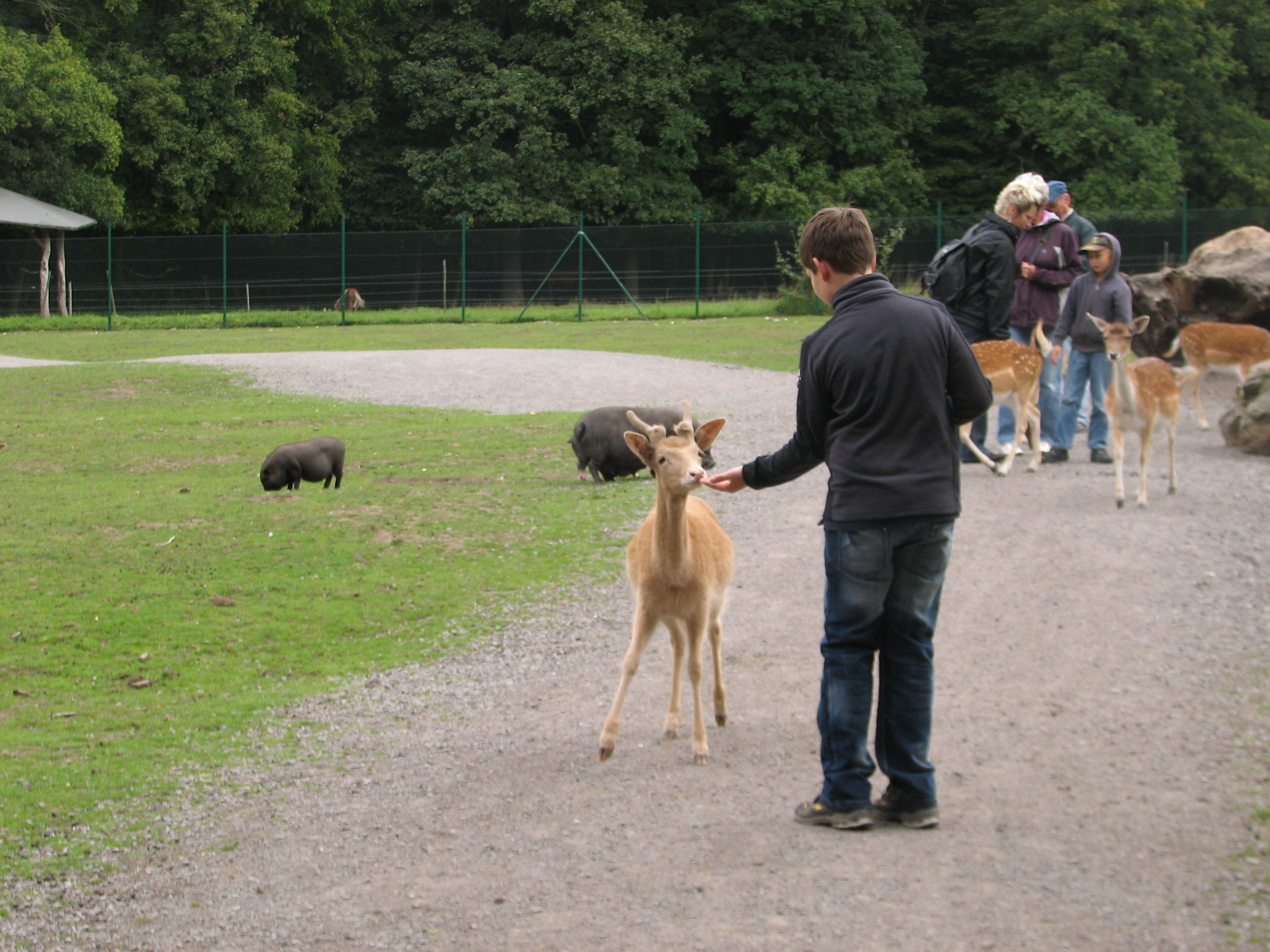
Im Tierpark Essehof

## Kirchen

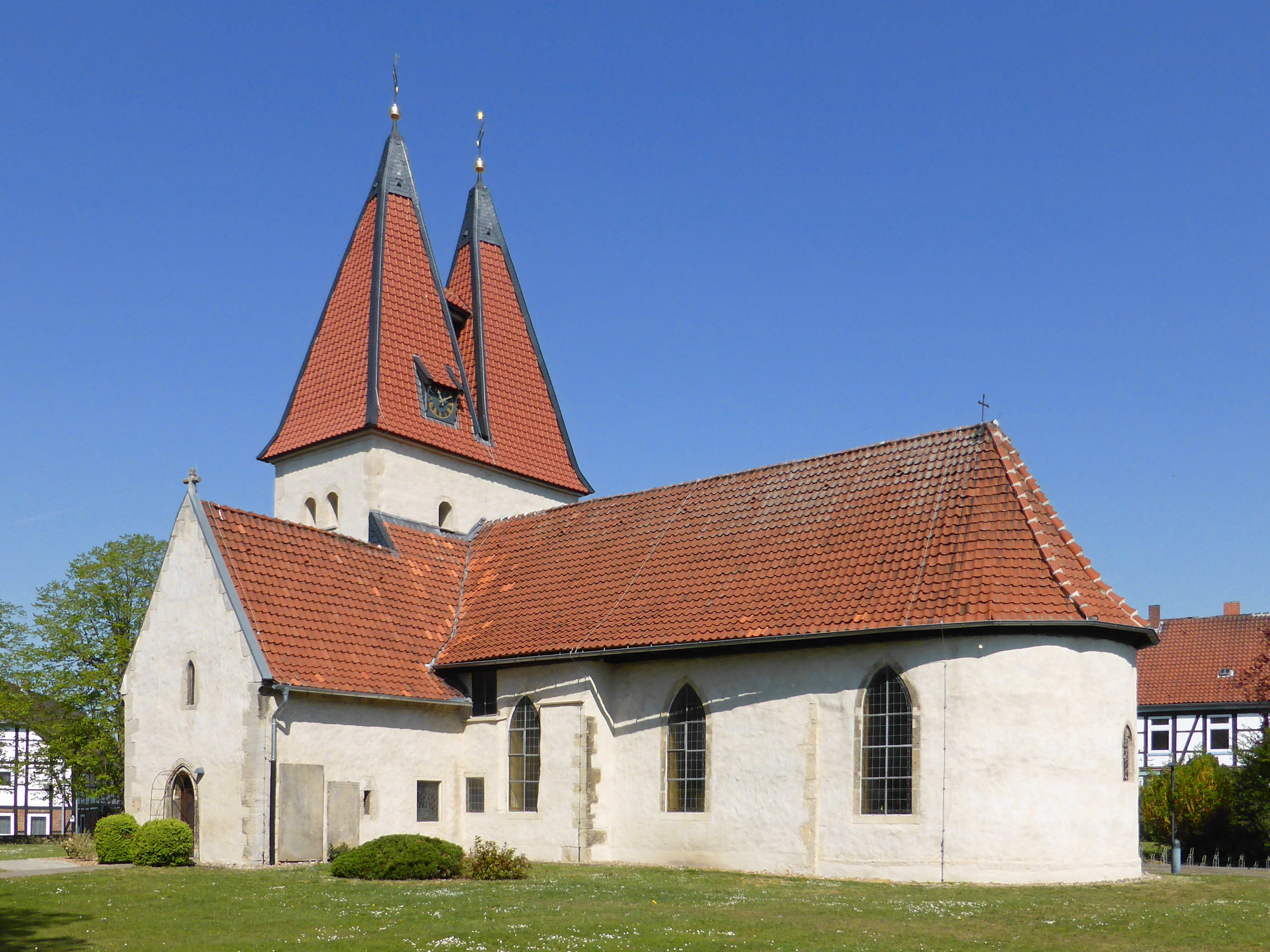
Zum Heiligen Kreuz in Lehre

- Kirche Zum Heiligen Kreuz in Lehre (evangelisch-lutherisch/Braunschweig)
- Heilig-Kreuz-Kirche in Flechtorf (evangelisch-lutherisch/Braunschweig)
- St.-Jürgen-Kirche in Beienrode (evangelisch-lutherisch/Braunschweig)
- Sankt Dionysius Areopagita in Wendhausen (evangelisch-lutherisch/Braunschweig)
- St.-Johannes-Kirche in Essenrode (evangelisch-lutherisch/Hannover, 12. Jahrhundert)
- St.-Martin-Kirche in Wendhausen (heute Filialkirche der katholischen Pfarrgemeinde in Braunschweig-Querum)
- Neuapostolische Kirche

## Verkehr
Die Gemeinde Lehre ist über die Landesstraße L 295 an die nahegelegenen Bundesautobahnen A 2 und A 39 angebunden. Der Bahnhof Lehre (Braunschw) lag westlich des Ortsteils Lehre an der 1998 stillgelegten Schuntertalbahn.

## Söhne und Töchter der Gemeinde
- Friedrich Ernst von Bülow (1736–1802), Gutsbesitzer und Landschaftsdirektor (Essenrode)
- Karl August von Hardenberg (1750–1822), preußischer Staatsmann (Essenrode)
- Hans Graf von Bülow (1774–1825), preußischer Staatsmann (Essenrode)
- August Hermann (1835–1906), Sportpädagoge, führte zusammen mit seinem Kollegen Konrad Koch das Fußballspiel in Deutschland ein und war Initiator des Schulsports in Deutschland (Lehre)
- Fritz Wendhausen (1890–1962), Schauspieler, Regisseur und Drehbuchautor (Wendhausen)
- Friedrich Fricke (1892–1988), Landwirt und Politiker der FDP (Lehre)
- Friedrich Brandes (1895–1946), Politiker, erster frei gewählter Landrat des Landkreises Braunschweig, wurde als Sozialdemokrat während der Zeit des Nationalsozialismus politisch kalt gestellt und misshandelt (Wendhausen)

## Personen mit Bezug zu Lehre
- Jürgen Moll (1939–1968), Fußballspieler, Deutscher Meister mit Eintracht Braunschweig 1967, lebte jahrelang in Lehre
- Philipp Ludwig Probst (1633–1718), Grundgelehrter, fürstlich braunschweig-lüneburgischer Premierminister, Kanzler und Landsyndikus sowie Erbherr auf Wendhausen, Schöningen und Riddagshausen
- Konrad Detlev von Dehn (1688–1753), Minister und Diplomat
- Tamina Reinecke (* 1995), Politikerin (Bündnis 90/Die Grünen), wuchs in Essenrode auf